# Tashtun
Tashtun là một đô thị thuộc tỉnh Syunik, Armenia. Dân số ước tính năm 2011 là 134 người.